# تور بريمر
تور بريمر هو سياسي نرويجي، ولد في 9 فبراير 1955. نشط حزبياً في حزب العمال.

## مناصب
- انتخب نائب عضو برلمان النرويج  [لغات أخرى]‏ عن دائرة Sogn og Fjordane (Storting constituency) [الإنجليزية]‏ وقد انضم خلال فترته النيابية  [لغات أخرى]‏ (2013 – 2017) للكتلة البرلمانية حزب العمال.
- انتخب نائب عضو برلمان النرويج  [لغات أخرى]‏ عن دائرة Sogn og Fjordane (Storting constituency) [الإنجليزية]‏ وقد انضم خلال فترته النيابية  [لغات أخرى]‏ (2001 – 2005) للكتلة البرلمانية حزب العمال.
- انتخب نائب عن الجمعية البرلمانية لمجلس أوروبا  [لغات أخرى]‏ لترشحه ضمن قائمة النرويج، (20 نوفمبر 2009 – 21 نوفمبر 2013).
- في الانتخابات البرلمانية النرويجية 2009 [الإنجليزية]‏، انتخب عضو برلمان النرويج  [لغات أخرى]‏ عن دائرة Sogn og Fjordane (Storting constituency) [الإنجليزية]‏ وقد انضم خلال فترته النيابية  [لغات أخرى]‏ (1 أكتوبر 2009 – 30 سبتمبر 2013) للكتلة البرلمانية حزب العمال.